# Das Fest (Film)
Das Fest (Originaltitel: dän. „Festen“) ist der erste nach den Regeln der dänischen Gruppe Dogma 95 produzierte Spielfilm. Das Fest handelt von dem Aufdecken des sexuellen Missbrauchs eines Vaters an zweien seiner Kinder. Vom Nachmittag des einen bis zum Morgen des nächsten Tages erzählt der Spielfilm, wie während einer Familienfeier die Wahrheit über den viele Jahre zurückliegenden Missbrauch sowie den erst vor kurzem erfolgten Selbstmord eines der beiden Kinder ans Licht gebracht wird. Regie führte Thomas Vinterberg, die Kamera Anthony Dod Mantle.

## Inhaltsangabe
Der Hotelier Helge Klingenfeldt-Hansen feiert seinen 60. Geburtstag auf dem Familiensitz. Kurz vor Beginn der Feier treffen in dem Hotel seine drei Kinder Christian, Michael und Helene auf drei sehr unterschiedliche Arten ein. Beide Brüder sind als Lokalbesitzer in der Gastronomie tätig – Christian erfolgreich in Paris, Michael mit einer Klitsche am Südhafen in Kopenhagen – die Schwester Helene studiert zum Unmut ihrer Eltern seit langer Zeit.
Die Stimmung scheint hin- und hergerissen zwischen Wiedersehensfreude, den persönlichen Differenzen der einzelnen Protagonisten und der Trauer über den Selbstmord von Christians Zwillingsschwester Linda. Gemeinsam begrüßen sie dann die ankommenden Gäste. Das Fest beginnt, als Helge und seine Frau Elsie den Saal betreten.
Es ist zu sehen, dass Christian ein enges und freundschaftliches Verhältnis zu den Bediensteten hat. Vor allem Kellnerin Pia, die in Christian verliebt ist, und der Koch Kim, Christians bester Freund aus Kindertagen, scheinen ihm sehr nah zu stehen. Helene geht in Lindas früheres Zimmer, in dem sie nun übernachten soll. Sie sieht sich intensiv um und entdeckt mit Hilfe des neuen Rezeptionisten einen versteckten Brief. Helene liest ihn und reagiert heftig. Hektisch flüsternd lässt sie den Brief in einem Tablettenröhrchen verschwinden. Zum Essen sind schließlich alle um den Tisch versammelt. Als ältester Sohn soll Christian eine Rede halten. Er lässt seinen Vater vor versammeltem Publikum einen der zwei vorbereiteten, verdeckten Redenzettel wählen. Der Vater wählt unwissend den Bogen, auf dem die „Wahrheitsrede“ steht. Distanziert und fast analytisch beschreibt Christian, wie er und seine verstorbene Schwester Linda regelmäßig von ihrem Vater sexuell missbraucht wurden. Es herrscht betretenes Schweigen an der Festtafel. Christian verlässt die Tafel und geht in die Küche zu Kim. Er plant, nun abzureisen. Währenddessen kommt Helenes schwarzer Freund Gbatokai an, welcher kein Dänisch spricht. Kaum ist er aus dem Taxi ausgestiegen, versucht Michael, ihn abzuwimmeln und mittels rassistischer Beleidigungen wegzuekeln, wofür er von Helene beschimpft wird. Doch auch an der Festtafel stößt Gbatokai auf Ablehnung und rassistische Anspielungen. 
In der Küche weist Kim Christian deutlich darauf hin, dass seine Geschichte abgetan würde und wirkungslos bliebe, wenn er nicht weiter für die Wahrheit kämpfe. Wie gerufen kommt daraufhin Helge herein und bestreitet alle Vorwürfe. Christian kehrt mit seinem Vater an den Tisch zurück, ergreift das Wort erneut und gibt seinem Vater offen die Schuld an Lindas Selbstmord. Helge stürmt daraufhin aus dem Saal, es entsteht eine Pause. Viele der Gäste wollen das Fest verlassen, was nicht möglich ist, da das Personal auf Kims Anweisung hin sämtliche Autoschlüssel versteckt hat. Christian bleibt allein im Saal. Helge kommt zu ihm und versucht, ihn einzuschüchtern. Die Gäste kommen zurück, das Fest soll weitergehen. Elsie spricht nun; sie betont Christians seelisch labilen Zustand als Jugendlicher und fordert ihn auf, sich bei seinem Vater zu entschuldigen. Hierauf offenbart Christian, dass seine Mutter von dem Missbrauch wusste und nichts unternahm. Er wird von einigen Männern der Feier aus dem Haus gezerrt, kann aber erneut die Feier stören. Zwei Männer und sein Bruder Michael packen den sich heftig wehrenden Christian, schleppen ihn in den nahen Wald und binden ihn an einen Baum.
Im Haus geht das Fest weiter, der Alkohol fließt mittlerweile in Strömen. Nach einem Missverständnis mit Gbatokai beginnt Michael, ein rassistisches Volkslied zu singen, bei welchem die Festgesellschaft mit einstimmt, woraufhin Helene weinend den Saal verlässt. Die gesamte Situation belastet Helene so sehr, dass sie sich übergeben muss, und sie bittet daraufhin Pia, ihr ihre Tabletten zu holen. Pia findet so den Brief und bringt ihn Christian, der sich befreien konnte und wieder im Haus ist. Christian legt dem Toastmaster einen anonymen Zettel an den Platz, auf welchem nach Festtradition der Name der Person steht, die nun eine Rede halten muss. So ist Helene gezwungen, den Brief vorzulesen. Linda schreibt darin, dass sie sich, traumatisiert durch die Angst vor erneutem Missbrauch durch ihren Vater, das Leben nahm. Wieder kehrt Stille ein. Der nun entlarvte Helge beleidigt die beiden von ihm missbrauchten Kinder aufs Heftigste – sie seien nicht mehr wert gewesen – und verlässt tobend den Raum, Elsie folgt ihm. Nachdem sich die meisten Gäste auf ihre Zimmer zurückgezogen haben, erscheint Michael völlig betrunken und außer sich vor dem Nebenhaus und klingelt Helge aus dem Schlaf. Mit Tränen in den Augen prügelt er auf seinen Vater ein, welcher die Schläge und Tritte über sich ergehen lässt. Am Morgen beim Frühstück erkennt Helge seine Schuld an der Zerstörung der Familie und die Unverzeihlichkeit seines Verbrechens an. Nachdem Michael zum Ausdruck gebracht hat, dass sein Vater nun besser die Tafel verlassen solle, da man sich vor ihm ekle, verlässt Helge allein den Raum, da die Mutter sich weigert, ihn zu begleiten.

## Produktionshintergrund

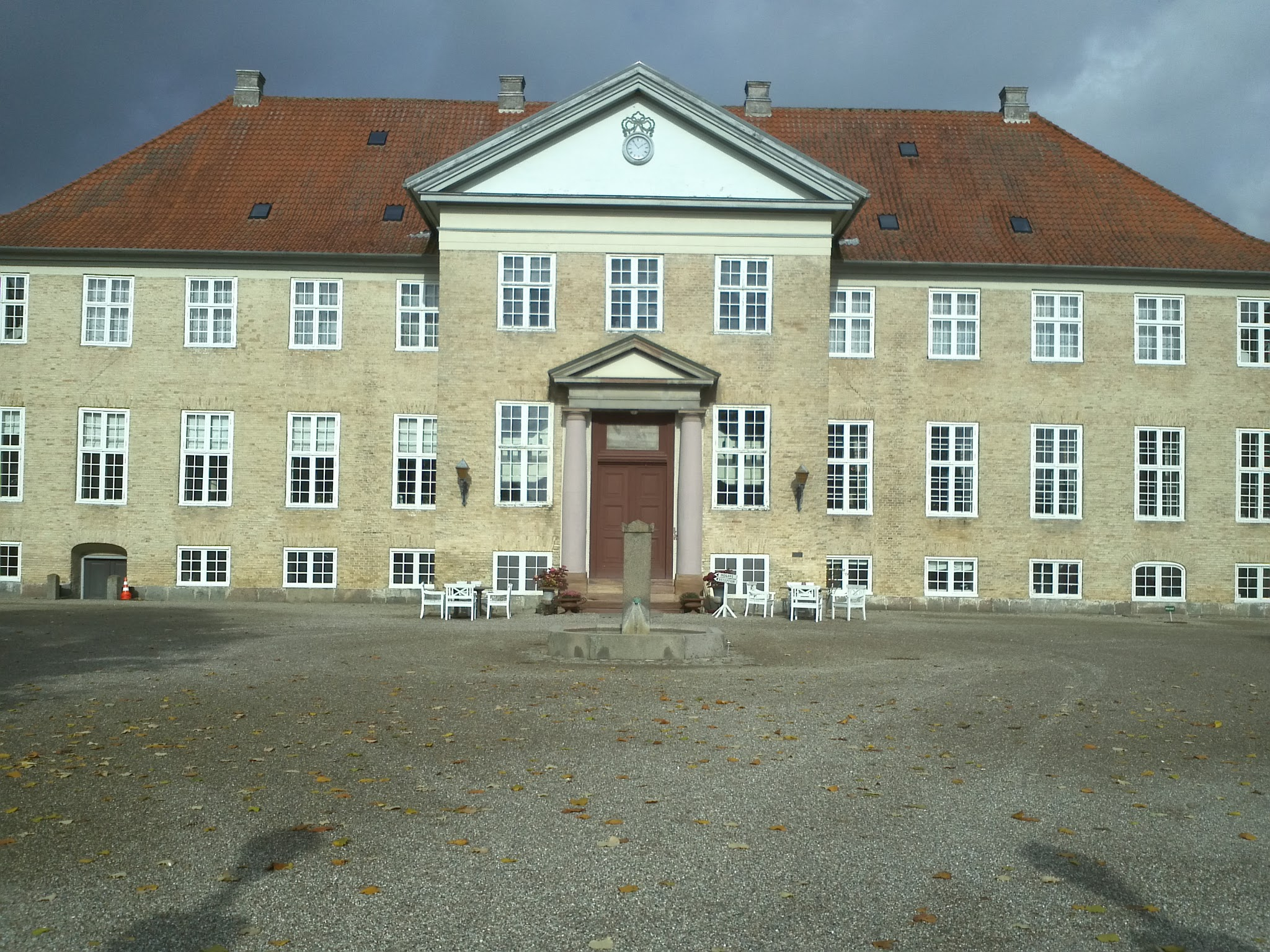
Schloss Skjoldenæsholm diente als Drehort

Die Geschichte wurde erstmals 1996 von einem Mann namens Allan in einer dänischen Radio-Talkshow erzählt. Nach dem Erfolg von Das Fest recherchierte die Journalistin Lisbeth Jessen über die Hintergründe des doppelten Kindesmissbrauchs. Sie machte Allan ausfindig und brachte ihn mit dem Regisseur Thomas Vinterberg zusammen. Allan gestand der Journalistin jedoch, die Geschichte sei unter dem Eindruck seiner eigenen AIDS-Erkrankung und des AIDS-Todes seines Lebensgefährten frei erfunden. Später erfuhr Thomas Vinterberg, dass Allans Fiktion wiederum auf einer wahren Geschichte beruhte – eine Pflegerin hatte auf einer Familienfeier ihren sexuellen Missbrauch offenbart und davon ihrem Patienten Allan erzählt.
Vinterberg drehte den Film im Schloss Skjoldenæsholm, elf Kilometer im Nordosten der Stadt Ringsted. Das Schloss dient seit den 1970er-Jahren als Konferenzzentrum und Hotel. Der Regisseur hat als Taxifahrer, der Helenes Freund Gbatokai zum Fest fährt, auch einen Cameo-Auftritt im Film.

## Personen und Personengruppen

### Helge
Helge ist das Familienoberhaupt. Der Zuschauer erlebt ihn als bestimmt, aber lustig und warmherzig. Er ist redegewandt, charmant und selbstbewusst. Es fällt schwer, die von Christian vorgebrachten Vorwürfe mit dieser Person in Verbindung zu bringen. Erst im Gespräch mit Christian im verlassenen Saal ist er zum ersten Mal angsteinflößend, unbeherrscht und, wenn auch nur verbal, gewalttätig. Diese Eindrücke häufen sich im Verlauf der Handlung, bis er nach Verlesen des Briefes einen Ausbruch hat.
Doch bereits seine Rede am folgenden Morgen betont wieder sehr seine menschliche Seite. Vinterberg legt in Gesprächen dar, dass es ihm wichtig war, den Zuschauer dieser Person gegenüber keine fixierte Haltung entwickeln zu lassen. Natürlich wird dieser von Helges Taten unsagbar abgeschreckt und angewidert, dennoch empfindet er durch das Spiel von Henning Moritzen eine Art verbotene Sympathie. Der tiefe Respekt Vinterbergs vor allen seinen Figuren wird an diesem Beispiel besonders deutlich. Trotz der Schwere seines Verbrechens wird der Figur Helges die Würde nicht genommen. Er wird nie als Monster, sondern als kranker Mensch dargestellt.

### Elsie
Elsie, die Ehefrau von Helge, tritt kaum merklich in Erscheinung und wird als unscheinbar wahrgenommen. Trotz allem trägt auch sie Verantwortung für den Missbrauch, wenn auch nur in wissender Duldung, da sie Helge mit Christian in eindeutiger Position entdeckte. Laut Christian sah Elsie ihren Ehemann mit heruntergelassener Hose und ihren Sohn auf allen vieren. Helge forderte seine Ehefrau auf, den Raum sofort zu verlassen.
Elsie reagiert auf Christians Äußerungen nervös lächelnd; sie versucht die Glaubwürdigkeit ihres Sohnes zu untergraben. So erzählt sie von dem imaginären Freund „Snut“, der Christian seit Kindertagen begleitet habe, wobei die beiden ein festes Gespann gebildet hätten, gegen das auch die Mutter nicht angekommen sei. Dies scheint sie seit jeher in Unmut zu versetzen. So erklärt sie der Gesellschaft und auch als Vorwurf gegenüber Christian, dass bei der Feierlichkeit höchstwahrscheinlich „Snut“ wieder anwesend gewesen sei und somit Christians Anschuldigungen nicht Wahrheit, sondern eher Phantasie seien.
Elsies Eintritt in den Frühstückssaal am nächsten Morgen erscheint so belanglos, als hätte es den vorherigen Abend nicht gegeben. Lächelnd und die Gäste grüßend geht sie zu ihrem Platz und lässt sich nieder. Auch der Anweisung ihres Sohnes Michael, der seinen Vater bittet zu gehen, begegnet sie mit unsicher lächelndem Gesichtsausdruck. Sie scheint das Ausmaß des Vergehens ihres Ehemannes und auch ihre Schuld des Mitwissens kaum in ganzem Ausmaße begreifen zu wollen oder auch zu können. Insgesamt wirkt Elsie emotional und psychisch von ihrem Ehemann sehr abhängig, wobei sie eine wenig eigenständig entwickelte Persönlichkeit aufweist, allerdings am Ende trotz Bitte ihres Mannes nicht den Saal mit ihm verlässt.

### Die Kinder
Jedes der lebenden Kinder hat auf seine Weise Distanz zum Elternhaus gesucht. Viel davon erfährt der Zuschauer in der Rede der Mutter. Die verstorbene Linda hingegen blieb im Hause der Eltern. Es scheint, als wäre weder die Flucht, wie sie Christian lebt, noch das Aussitzen eine Lösung oder Heilung des Traumas. Sonst erfährt der Zuschauer wenig über Linda, in ihrer Wirkung auf Christian und die anderen ist sie präsent.
Michael und Helene wissen zu Beginn der Handlung nichts von dem Missbrauch, es ist aber wahrscheinlich, dass sie etwas ahnen.

#### Christian
Christian lebt in Paris und betreibt dort erfolgreich ein Restaurant. In Beziehungen ist er ambitionslos und abweisend. Dies wird verdeutlicht, indem er zunächst alle eindeutigen Avancen von Pia abtut. Ihr gegenüber, aber auch generell, ist Christian verschlossen, still und in sich gekehrt. Nur in Situationen höchster emotionaler Anspannung brechen Aggression und Rachsucht aus ihm heraus.
Trotz seiner eher scheuen Art wirkt er erstaunlich selbstbewusst und berechnend, als er die „Wahrheitsrede“ verliest. Zusätzlich greift er eines der Rituale seines Vaters vor dem Missbrauch auch in der Rede auf, verhöhnt ihn so. Als Zwillingsschwester steht ihm Linda auch nach ihrem Tod sehr nahe, zumal die beiden auch die Opferrolle beim Missbrauch durch den Vater teilen. Die Nacht nach dem Fest verbringt Christian mit Pia. Er hat einen Traum, in dem Linda an die Zimmertür klopft und er sich von ihr verabschieden kann. Sichtbar wird hier ein Veränderungsprozess des Charakters; wenn Christian bereit ist, vergangenen Schmerz loszulassen, kann er auch bereit sein, sich zu öffnen und tiefe Gefühle zuzulassen.
Generell sind Pia, Kim und andere Mitglieder des Personals wichtige Personen für Christian. In seiner Figur wird die Verbindung zwischen bürgerlicher Familie und Bediensteten deutlich, denn während er zwar der bürgerlichen Familie entstammt, hat er größeres Vertrauen und eine größere emotionale Bindung zum Personal.
Dies wird an seinem engen Freund Kim, der von dem Missbrauch wusste, und seiner Liebe zu Pia erkennbar.

#### Michael
Michael ist der Jüngste der vier Geschwister und hat seine Kindheit überwiegend nicht auf dem Familiensitz, sondern in Internaten verbracht. Später war er auf einer Kochschule in der Schweiz und auf einem Schulschiff der Marine, arbeitet aber nicht als Koch. Nach Ansicht der Eltern besteht Michaels Leistung vor allem darin, dass er drei gesunde Kinder gezeugt hat. Seine Geschwister sind kinderlos. Bereits als die drei Geschwister sich begrüßen, erfährt man von Michaels Schulden und familiären Versäumnissen.
Michael ist impulsiv und aufbrausend (Schwester Helene: „deine Wirtshausmanieren“); man kann ihn als Rüpel bezeichnen. Während er bei seinem Vater um Anerkennung kämpft, verhält er sich vermeintlich Untergebenen gegenüber sehr dominant. So brüllt er seine Frau Mette diverse Male an. Sehr prägnant ist auch sein Umgang mit Kellnerin Michelle, mit der er bis vor kurzem eine Affäre hatte.
Christian und Michael haben intime Beziehungen zu Angehörigen des Hotelpersonals, die aber völlig verschieden sind. Das liegt nicht nur an den unterschiedlichen Charakteren der beiden Brüder, sondern auch an Christians freundschaftlichem und Michaels herablassendem Verhältnis zum Personal bzw. am beruflichen Erfolg/Misserfolg des jeweiligen Bruders.
Die Ankunft von Gbatokai lässt auch den Rassismus Michaels deutlich werden. Erst Helene ermöglicht Gbatokai, zur Festgesellschaft zu gelangen. Später, als Gbatokai mit Michael auf Christian anstoßen möchte, missversteht er ihn und beginnt, ein rassistisches Lied zu singen, in welches die gesamte Festgesellschaft einstimmt. Michael mag in seiner Haltung am extremsten sein, er repräsentiert hier aber durchaus die Tendenz, die allgemein unter den Gästen verbreitet ist.
Michael ist im Verlauf der Ereignisse zunächst auf der Seite seines Vaters. Zudem hat ihm sein Vater am Beginn der Feier mitgeteilt, dass er ihn als seinen Nachfolger bei den Freimaurern vorgesehen hat, was Michael sehr stolz macht. Erst der Brief von Linda – der endgültige Beweis für die Richtigkeit der Vorwürfe Christians an den Vater – zwingt Michael, den Tatsachen ins Auge zu sehen.
Er erkennt ab jetzt in seinem Vater auch eine Gefahr für seine eigenen Kinder, was beim Frühstück am nächsten Morgen deutlich erkennbar wird. Hier beordert er seine Tochter, die sich nach Aufforderung von Großvater Helge auf dessen Schoß setzte, zu ihm zu kommen. So ist auch er es, der seinen Vater vor dem Beginn des Frühstücks bittet, die Gesellschaft zu verlassen und somit eine Art Schlussurteil spricht: „Du musst jetzt gehen, damit wir essen können“, woraufhin Helge zustimmend den Raum verlässt.

#### Helene
Helene hat sich vor allem in ihrem Lebensstil von der Familie abgewandt. Zum einen studiert sie gegen den Willen ihrer Eltern Anthropologie, zum anderen scheint sie viele Kurzzeitbeziehungen zu haben. Eine Ahnung von ihrem Verhältnis zu Männern gibt ihre Einführungsszene, in der sie mit dem Taxifahrer flirtet. Bereits zu Beginn des Festes findet sie den Brief von Linda und möchte seinen Inhalt geheim halten, da sie offensichtlich den Zerfall der Familie befürchtet, der dann auch eintritt. Letztlich liest sie diesen erst dann öffentlich vor, als Christian und Pia ihr zu verstehen geben, dass sie seinen Inhalt ebenfalls kennen.

### Die Gäste/Das Personal
Die Charaktere dieses Films sind eindeutig in zwei Lager gespalten; zum einen Christian, der vom Personal unterstützt wird, zum anderen Helge, die Familie und die Gäste. Während Christian und seine Freunde um die Wahrheit kämpfen, versuchen die Anderen den Status quo, der zum einen die Lüge, aber auch den vermeintlich normalen Familienalltag bedeutet, zu erhalten.

#### Familie Klingenfeldt-Hansen/Gästeschar
Die ankommenden Gäste scheinen ausgelassen und fröhlich. Bereits zu Anfang, vor allem aber später fließt der Alkohol. Die Feierlichkeit an sich ist bestimmt von Traditionen und Humor. Als Helge dann sehr herrschaftlich den Raum betritt, wird gesungen und dem Jubilar zugeprostet. Einzelne Gesprächsfetzen sind zu hören, auf einigen Personen verweilt der Kamerablick etwas länger, dennoch bleibt die „Festgesellschaft“ eine Art anonymes Wesen, das auf die kommenden Ereignisse immer reagieren, niemals selbst agieren wird. In kleinen Gesten wird zum Ausdruck gebracht, dass die hier geladenen Gäste dem Bürgertum entstammen und das Personal wenig achten.
Nachdem Christian die Vorwürfe gegen seinen Vater ausgesprochen hat, reagieren die Anwesenden verstört, es entsteht aber keine angemessene Reaktion auf das grausame Verbrechen. Wie von Kim richtig eingeschätzt, versuchen sie einer für sie selbst unangenehmen Situation zu entfliehen und wollen das Anwesen verlassen. Zwar ist das Verbrechen in ihren Reihen passiert, aber es wird offenbar keine Veranlassung gesehen, sich dem zu stellen oder etwas zu unternehmen. Durch die List zum Bleiben gezwungen, wird betont ausgelassen weitergefeiert, trotz der schweren Vorwürfe, die im Raum stehen.
Ein weiterer Höhepunkt dieser die Wirklichkeit verdrängenden Haltung ist das rücksichtslose Einstimmen der Anwesenden in das rassistische Lied. Wie das Fest an sich die Rahmenhandlung für die eigentliche Geschichte bildet, bilden die Gäste den Rahmen für das Agieren der Hauptfiguren.
Die ausschließlich von Statisten gespielten Gäste waren dabei nicht über den Verlauf der Handlung informiert, sie glauben tatsächlich, dass Christian verrückt ist, bis Lindas Brief verlesen wird. In gewisser Weise sind sie hilflos ausgeliefert, den Geschehnissen, ihren Emotionen und dem Blick der Kamera.

#### Das Personal
Eine Parallele zwischen dem Personal und der feiernden Gesellschaft gibt es in jedem Fall – auf beiden Seiten wird getrunken. Das Personal weiß oder ahnt von den zurückliegenden Vorfällen und will, dass Christian spricht und gehört wird. Besonders Kim kennt die herrschenden Verhältnisse sehr gut und bringt Christian dazu, für die Anhörung und Anerkennung der Wahrheit zu kämpfen. Höchst loyal entwenden Michelle und Pia dazu sogar die Autoschlüssel aus den Zimmern der Gäste. In gewisser Weise stellt das Personal die moralische und menschliche Stütze des Hauses dar. Nicht nur, dass sie die Lüge aufdecken wollen, auch die ungebührliche Behandlung, die Michelle durch Michael erfährt, wird bereits zu Anfang angeprangert.

## Analyse

### Struktur des Films
Der Film kann in zwei Ebenen der Handlung gegliedert werden. Zunächst ist da das Fest und dessen Ablauf, der von bestimmten Ritualen strukturiert wird. Vinterberg benennt dies als „natürliche Geschichte“. Was im Rahmen des Festes geschieht – Begrüßungen, Tischreden, Trinksprüche, Gesang – ist aus eigener Erfahrung des Zuschauers nachvollziehbar. Diese Rahmenhandlung ist in gewisser Weise vorhersehbar und hält in ihrer logischen Abfolge den Film zusammen.
Alles andere als vorhersehbar, wie es das Dogma-Manifest auch verlangt, ist die Haupthandlung, die Entlarvung des Verbrechens und damit der Lebenslüge der Familie. Diese Geschichte bewegt sich innerhalb des Rahmens, den das Fest gibt, und wird durch diesen, wie etwa in der surrealen Szene, in welcher die Großmutter singt, während Christian erneut seine Eltern anklagt, noch hervorgehoben.
Der dramatische Aufbau der Handlung ist analytisch. Modelle der klassischen Dramaturgie lassen sich nur begrenzt anwenden, da es sich hier um eine moderne, offene Erzählweise handelt. Vor allem die Figuren lassen sich kaum stereotypisieren.
Nach der Einleitung folgt in Christians „Wahrheitsrede“ das erregende Moment, die Handlung steigt bis zum Verlesen von Lindas Abschiedsbrief, dem dramatischen Höhepunkt. Die Lüge ist zerstört. Die Handlung fällt nun steil ab, zu einem Zustand, der weder Katastrophe noch Lösung ist. So ist die Familie offensichtlich zerstört, war es innerlich durch den Missbrauch schon lange. Das Ende bleibt offen, der Zuschauer sieht Helge verschwinden und Christians nachdenklichen Blick. Auch wenn es nicht mehr möglich war, mit der Lüge weiterzuleben, bleibt offen, ob nun alle Fragen beantwortet sind und das Leben für Christian leichter wird. Denn so, wie Helge es selbst zum Schluss sagt, kann dieses Verbrechen weder jemals gesühnt noch können die entstandenen Wunden ganz geheilt werden.

### Motive
Neben dem Inzest, der sich als Tabuthema durch den Film zieht, ist die in einer Familie herrschende Dynamik ein Motiv des Films. Zwischen Eltern und Kindern, Ehepartnern und Geschwistern entwickeln sich stetig verändernde Macht-, Abhängigkeits- und Vertrauensverhältnisse, die durch Taten und Ereignisse empfindlich gestört werden können. So etablierten sich durch den Missbrauch Rollen des Ertragenden (Christian), des Täters (Helge) und der Verleugnenden (Elsie). Generell wurde ein unausgesprochenes Abkommen des Schweigens getroffen. Erst am sechzigsten Geburtstag des Vaters bricht Christian das Schweigen und löst die „alten“ Verhältnisse.
Im Film sind klar zwei Gruppen auszumachen: das Bürgertum und die Arbeiter. Diese, sowie ihr jeweiliges Verhalten zu den Ereignissen, sind ein weiteres zentrales Element. Im Film bietet das Bürgertum das Umfeld, in dem ein solches Verbrechen geschehen kann. Gezeigt wird der Schein der äußeren Gesundheit, während sich seine Mitglieder gegenseitig krank machen. Diese Intention wird im von Vinterberg ursprünglich gedachten Titel „Das Blut der Bourgeoisie“ deutlich.

### Schwerpunkt Schauspiel: Das Prinzip des Irrationalen als Prinzip des Menschlichen
„Wenn die Figuren betrübt sind, spielen sie froh. Wenn der Vater seinen Kindern etwas Schreckliches angetan hat, muss der Schauspieler in dieser Rolle liebenswert und charmant sein. Das sind banale Dinge, die aber dem Universum einen Anstrich von Irrationalität geben und es menschlicher machen.“
Wie angedeutet, arbeitet der Film im Schauspiel, aber auch schon im Drehbuch durch die Regieanweisungen, sehr stark mit der Widersprüchlichkeit des menschlichen Charakters. Die Hauptfigur Christian hat zahlreiche negative Eigenschaften, er ist rachsüchtig, gleichgültig und gerade Pia gegenüber oft gefühlskalt und generell verschlossen. Auf der anderen Seite ist Helge, den der Zuschauer auf Grund seiner Taten völlig ablehnt, charmant und sympathisch dargestellt. Wie im Dogma-Prinzip gefordert, erschwert dies eine Identifikation von Seiten des Zuschauers und erlaubt nicht, Klischees (wie den good guy oder den bad guy) auf die Figuren anzuwenden.
Eine zweite Ebene der Widersprüchlichkeit findet sich in der Darstellung von Gefühlen. Immer wieder werden Brüche geschaffen: zwischen dem, was jemand fühlt und ausstrahlt, zwischen dem, worum es wirklich geht in einem Gespräch, und dem, was schlussendlich gesagt wird. Wieder am Beispiel der Figur Christian wird diese „Doppelbödigkeit“ gerade im Spiel von Ulrich Thomsen deutlich. Während immer wieder kurze Szenen die große Trauer, Wut und Zerrissenheit Christians zeigen, tritt er die meiste Zeit ruhig, freundlich, fast demütig und beherrscht auf. Diese Brüche machen die Komplexität der Charaktere deutlich und sind notwendig, „um Einblicke in die Figuren zu gewähren.“

## Naturalismus

### Allgemein
Naturalistische Strömungen und Tendenzen, wie sie sehr stark in der Literatur des beginnenden 20. Jahrhunderts zu finden sind, haben sich auch im Laufe der Filmgeschichte herausgebildet.
So beginnen fünf französische Filmkritiker Ende der 1950er Jahre, öffentlich gegen die „Tradition der Qualität“ und den „psychologischen Realismus“ des Kinos zu kämpfen und eigene Filme zu produzieren, die ihre individuelle Sicht auf die Welt zeigen sollten. Die neue Welle, „La nouvelle vague“, bedeutete, auf die Straße hinauszugehen, weg von Studios und Kulissen, und an Originalschauplätzen mit Originalton und jungen Schauspielern oder Laien moderne Filme über das moderne Leben zu machen.
In ihrem Manifest beziehen sich die Dogma-Regisseure direkt auf die Nouvelle Vague, sehen in ihr den richtigen Ansatz, aber die falschen Mittel zur „Befreiung des Kinos“. Die innovativen Neuerungen in den Künsten sind auch deshalb möglich, weil sie in dem Bewusstsein über das entstehen, was vorangegangen ist. Im Folgenden werden verschiedene Parallelen zwischen naturalistischen Dramentexten und Dogma #1 „Das Fest“ aufgezeigt, immer im Blick die Tatsache, dass alle vorangegangenen künstlerischen Strömungen, natürlich auch der literarische Naturalismus und die Nouvelle Vague, das Entstehen der Dogmafilme und ihren Erfolg mitgeprägt haben.

### Sprache
Auch bedingt durch das Regelwerk des Dogma liegt der Fokus auf dem Schauspiel. Neben der mimischen und gestischen Darstellung sind die Dialoge von höchster Bedeutung. Oft wird sich der Umgangssprache bedient, die Gespräche wirken improvisiert. Bei einigen trifft das auch zu, der Blick in das Drehbuch zeigt aber, dass viele Dialoge so authentisch und wirklichkeitsnah geschrieben sind, dass der Eindruck des Improvisierten entsteht. Dies bestätigen in Interviews auch die Schauspieler.
In vielen naturalistischen Werken spielt die Sprache eine große Rolle. Sie macht, durch Dialekt und Wortschatz, die Gruppenzugehörigkeit des Sprechers deutlich. Zudem authentisiert sie das Geschehen, da nicht mehr die „Bühnensprache“, sondern die der Realität gesprochen wird.

### Determinismus
In vielen naturalistischen Stücken herrscht Pessimismus hinsichtlich des Potentials zur Selbstveränderung der einzelnen Charaktere. Die soziale Herkunft determiniert das Schicksal. Diese Einstellung war nicht zuletzt auf die damals verbreiteten sozialwissenschaftlichen Thesen gestützt. In Das Fest trifft der Determinismus in dieser Weise nicht auf die Figuren zu. So schafft es Christian, wie oben bereits genannt, die eingefahrenen Muster zu durchbrechen. Der Zuschauer kann trotz des offenen Endes erahnen, dass hier eine andauernde Veränderung geschehen ist.

### „Vor Sonnenaufgang“ und „Das Fest“
Zwischen Das Fest und dem Drama Vor Sonnenaufgang von Gerhart Hauptmann lassen sich einige Parallelen finden. Zunächst natürlich der Tabubruch, in dem sexuelle Gewalt an Kindern und Inzest thematisiert werden. In Das Fest spielt er eine zentrale Rolle, während er bei Vor Sonnenaufgang einen Aspekt des Verfalls der Familie darstellt. Umgekehrt verhält es sich mit dem Thema des Alkoholmissbrauchs. Während in Vor Sonnenaufgang die Trunksucht der Familie, sogar für die nicht-alkoholkranke Tochter Helene, den sozialen Ausschluss bedeutet, ist das Trinken in Das Fest eingebettet in die Feierlichkeit. Nur am Rande erfährt der Zuschauer, dass einige Figuren, besonders Michael, Probleme mit Alkohol hatten oder immer noch haben.
Das Berauschen durch Alkohol dient in beiden Werken als Ausweg aus der Realität. Während in Vor Sonnenaufgang jede Person einen individuellen Konflikt hat, dem sie durch den Alkoholkonsum entkommen möchte, ist es in Das Fest die aktuelle Situation, aus der fast alle Anwesenden durch übermäßigen Alkoholgenuss entkommen wollen.

### „Stützen der Gesellschaft“ und „Das Fest“
Im Gesamtkontext lässt sich Das Fest mit Henrik Ibsens Drama Stützen der Gesellschaft vergleichen. In beiden wird eine Lebenslüge aufgedeckt. Der Patriarch, der sich selbst als Stütze der Ordnung präsentiert, wird als der entlarvt, der sie zerstört. In Das Fest ist es Helge, der seine Kinder missbraucht hat, in Stützen der Gesellschaft Konsul Bernick, der betrügerisch und unehrlich sowohl seine Geschäfte als auch sein Privatleben führt. In beiden Werken bilden nicht das Bürgertum, sondern die Arbeiter die eigentliche Stütze der Gesellschaft, vor allem in moralischer Hinsicht.

## Kritiken
„Thomas Vinterbergs Film ist ebenso wie Lars von Triers „Idioten“ ein Beispiel dafür, wie mit kleinen Mitteln große Filme entstehen können.“

„Vinterberg zeigt in seinem vierten Spielfilm Mut zum inhaltlichen Risiko. […] Seine gnadenlose Direktheit im Formalen, die Absenz jeglicher ‚Schnörkel‘ und Zugeständnisse, macht die sperrige Thematik nicht gerade eingängiger, verleiht dem Film aber eine ungeheure, wenngleich kühle Intensität.“

„Mit verstörender Intensität inszeniert Thomas Vinterberg ein Familien-Melodram, dessen gnadenlose Direktheit von fein-nuancierter Ironie interpunktiert wird. Großes, bezwingend aktuelles Kino aus Europa!“

## Auszeichnungen
Das Fest wurde zusammen mit Die Idioten von Lars von Trier auf den Internationalen Filmfestspielen von Cannes 1998 präsentiert. Das Fest erhielt gemeinsam mit Claude Millers Die Klassenfahrt den Spezialpreis der Jury.
Der Film wurde für den British Academy Film Award, den César und den Golden Globe nominiert und gewann den Independent Spirit Award und den Guldbagge als Bester ausländischer Film. Bei der Verleihung des Europäischen Filmpreises 1998 war der Film als Bester Film und Ulrich Thomsen als Bester Darsteller nominiert. Thomas Vinterberg erhielt den Preis in der Kategorie Europäische Entdeckung des Jahres.
Den dänischen Filmpreis Bodil erhielt Das Fest als Bester Film und Ulrich Thomsen als Bester Darsteller. Den Robert gewann der Film in sieben Kategorien, darunter Bester Film, Bestes Drehbuch und Bester Hauptdarsteller (Ulrich Thomsen).
Der Film war Dänemarks Kandidat auf eine Nominierung in der Kategorie Bester fremdsprachiger Film bei der Oscarverleihung 1999, wurde aber weder nominiert noch ausgezeichnet.

## Kulturelle Rezeption
Das 2015 veröffentlichte Musikvideo zur Single Ehrenwort der deutschen Band Herrenmagazin ist eine Hommage an den Film.

## Adaption für das Theater (Auswahl)
Das Drehbuch von Das Fest wurde für das Theater adaptiert. Unter anderem kamen folgende Inszenierungen an deutschsprachigen Theatern zur Aufführung:
- 2000 Staatsschauspiel Dresden, Dresden, Regie: Michael Thalheimer (für die Bühne bearbeitet von Bo hr. Hansen, deutsch von Renate Bleibtreu;[51] in der Regel wird diese Fassung inszeniert)
- 2002 Pfalztheater, Kaiserslautern, Regie: Reinhard Karow
- 2003 (31. 5.) Thalia Theater (Hamburg), Hamburg, Regie: Stephan Kimmig
- 2003 Theater am Sachsenring, Köln, Regie: Joe Knipp (die Bühnenadaption und Inszenierung von Knipp wurde mit dem Kölner Theaterpreis 2003 ausgezeichnet)
- 2004 Hessisches Landestheater Marburg, Regie: David Gerlach
- 2006 Theater Baden-Baden, Regie: Claudia Brier
- 2007 Theater in der Josefstadt, Wien, Regie: Philip Tiedemann
- 2007 Vereinigte Städtische Bühnen Krefeld und Mönchengladbach, Mönchengladbach, Regie: Carsten Bodinus
- 2007 Münchner Volkstheater, München, Regie: Jorinde Dröse
- 2007 Mecklenburgisches Staatstheater Schwerin, Regie: Matthias Brenner
- 2007 Theater in der Josefstadt, Wien
- 2007 Anhaltisches Theater, Dessau, Regie: Herbert Olschok
- 2009 Schleswig-Holsteinisches Landestheater und Sinfonieorchester, Rendsburg, Regie: Ulrich Hüni
- 2010 Schauspiel Köln, Regie: Dieter Giesing
- 2010 Centraltheater Leipzig, Regie: Martina Eitner-Acheampong
- 2012 Theater Vorpommern, Stralsund und Greifswald
- 2013 Theater Dortmund, Regie: Kay Voges
- 2014 Schauspielhaus Stuttgart, Regie: Christopher Rüping
- 2015 Theater Heilbronn, Regie: Uta Koschel
- 2017 Theater an Fluss, Schwerte, Regie: Sylvia Guse & Sven Möller
- 2017 Theater Nawal, VorAlpentheater Luzern, Regie: Reto Ambauen
- 2022 Schauspiel Essen, Regie: Karsten Dahlem
- 2023 Hans Otto Theater Potsdam, Regie: Bettina Jahnke

Die Fortsetzung des Films ist das Theaterstück Das Begräbnis, das am 6. März 2010 im Wiener Burgtheater unter der Regie von Thomas Vinterberg seine Uraufführung hatte.

## Oper
Im Auftrag von The Royal Opera, Covent Garden, London, entstand eine Opernfassung, die am 11. Februar 2025 in einer Inszenierung von Richard Jones unter der musikalischen Leitung von Edward Gardner zur Uraufführung kam. Die Musik komponierte Mark-Anthony Turnage, das Libretto verfasste Lee Hall auf Grundlage des Films.